# Paperino d'oro
Paperino d'Oro è stata una serie a fumetti pubblicata in Italia dall'Arnoldo Mondadori Editore.
Fu una pubblicazione mensile in grande formato che presentava storie a fumetti con i personaggi di Paperino e Paperone realizzate prevalentemente da Carl Barks; in alcuni numeri vi erano anche storie tratte da serie a fumetti olandesi come De beste verhalen van Donald Duck e Oom Dagobert oltre a storie realizzate da altri autori come Vicar, Frank Smith e brevi storie con personaggi minori come Lillo realizzate da Al Hubbard, Ezechiele Lupo di Carl Buettner e Jack Bradbury e Penna Bianca.